# Gibbotettix
Gibbotettix is een geslacht van rechtvleugeligen uit de familie doornsprinkhanen (Tetrigidae). De wetenschappelijke naam van dit geslacht is voor het eerst geldig gepubliceerd in 1992 door Zheng.

## Soorten
Het geslacht Gibbotettix omvat de volgende soorten:
- Gibbotettix circinihumerus Zheng & Fu, 2003
- Gibbotettix crista Liang, 1995
- Gibbotettix emeiensis Zheng, 1992
- Gibbotettix guangxiensis Zheng & Jiang, 1998
- Gibbotettix guizhouensis Zeng & Zheng, 2011
- Gibbotettix hongheensis Zheng, 1992
- Gibbotettix hupingshanensis Fu & Zheng, 2002
- Gibbotettix lativertex Zeng & Zheng, 2011
- Gibbotettix leishanensis Zheng, 1992
- Gibbotettix zhengi Liang, 2011